# 国鉄チラ1形貨車 (初代)
国鉄チラ1形貨車（こくてつチラ1がたかしゃ）は、かつて日本国有鉄道（国鉄）およびその前身である鉄道省等に在籍した18 t 積みの二軸ボギー長物車である。

## 概要
1928年（昭和3年）5月の車両称号規程改正によりホチ20000形 24両はチラ1形（チラ1 - チラ24）に形式名変更された。
ホチ20000形は、139両（ホチ20000 - ホチ20138）が在籍し、この内1913年（大正2年）に旭川工場にて製作されたホチ20000 - ホチ20024が本形式となった。残りのホチ20025 - ホチ20138はチラ30形、チラ85形となった
車体塗色は黒一色、寸法関係は、全長は8,687 mm、全幅は2,680 mm、全高は2,612 mm、自重は7.7 t - 9.5 tである。
戦後の1950年（昭和25年）に「第二次貨車特別廃車」の対象形式に指定され、5月20日通達「車工第376号」により告示され（当時の在籍車数は10両であった）同年に形式消滅した。

## 譲渡
1943年（昭和18年）9月27日に廃車となった1両（チラ15）が寿都鉄道（すっつてつどう）に譲渡され、チラ15形（チラ15）となった。
1951年（昭和24年）4月2日に廃車となった3両（チラ13,チラ18,チラ22）が天塩鉄道に譲渡され、チラ301形（チラ301 - チラ303）となった。
1951年（昭和26年）10月25日に廃車となった2両（チラ10,チラ20）が北海道拓殖鉄道に譲渡され、チラ401形（チラ404,チラ403）となった。